# Thomas Robinson
Thomas Earl Robinson (Washington, 18 marzo 1991) è un cestista statunitense.

## College
Ha militato per tre anni con la maglia numero zero dell'università di Kansas, chiudendo l'ultima stagione con una doppia doppia di media. Il 31 dicembre 2011, nella partita contro l'Università del Nord Dakota, Robinson ha segnato 30 punti e catturato 21 rimbalzi, divenendo il primo Jayhawk a mettere a referto una prestazione da 30+20 dopo quella di Wayne Hightower nel 1961.
Tra dicembre 2010 e gennaio 2011 la sua vita fu segnata da un gravissimo lutto familiare: infatti, nel giro di venti giorni, Robinson perse entrambi i nonni e la mamma, rimanendo l'unico punto di riferimento per la sorella di 9 anni. In rispetto per il suo dolore, nella partita del 22 gennaio 2011 di Kansas contro Texas fu osservato un minuto di silenzio e Robinson scese in campo onorando la memoria dei suoi cari.
Nel marzo del 2012 è stato nominato miglior giocatore della Big 12 Conference.
Il 9 aprile del 2012, nonostante avesse la possibilità di continuare la propria carriera universitaria, decise di rendersi eleggibile per il Draft NBA 2012.

## NBA

### Sacramento Kings
È stato selezionato dai Sacramento Kings con la quinta scelta assoluta nel Draft 2012. Il 12 gennaio 2013 realizza la sua prima doppia doppia in NBA, grazie ai 10 punti e 10 rimbalzi messi a segno contro i Miami Heat.

## Statistiche

### College
| Anno      | Squadra         | PG  | PT | MP   | TC%  | 3P%  | TL%  | RP   | AP  | PRP | SP  | PP   |
| --------- | --------------- | --- | -- | ---- | ---- | ---- | ---- | ---- | --- | --- | --- | ---- |
| 2009-2010 | Kansas Jayhawks | 33  | 1  | 7,2  | 48,5 | -    | 39,5 | 2,7  | 0,3 | 0,2 | 0,5 | 2,5  |
| 2010-2011 | Kansas Jayhawks | 33  | 2  | 14,6 | 60,1 | -    | 51,0 | 6,4  | 0,6 | 0,4 | 0,7 | 7,6  |
| 2011-2012 | Kansas Jayhawks | 39  | 39 | 31,8 | 50,5 | 50,0 | 68,2 | 11,9 | 1,8 | 1,1 | 0,9 | 17,7 |
| Carriera  | Carriera        | 105 | 42 | 18,7 | 52,5 | 50,0 | 60,6 | 7,3  | 1,0 | 0,6 | 0,7 | 9,8  |

### NBA

#### Regular Season
| Anno      | Squadra             | PG  | PT | MP   | TC%  | 3P% | TL%  | RP  | AP  | PRP | SP  | PP  |
| --------- | ------------------- | --- | -- | ---- | ---- | --- | ---- | --- | --- | --- | --- | --- |
| 2012-2013 | Sacramento Kings    | 51  | 0  | 15,9 | 42,4 | 0,0 | 57,7 | 4,7 | 0,7 | 0,5 | 0,4 | 4,8 |
| 2012-2013 | Houston Rockets     | 19  | 0  | 13,0 | 44,9 | 0,0 | 42,1 | 4,1 | 0,5 | 0,8 | 0,3 | 4,5 |
| 2013-2014 | Portland T. Blazers | 70  | 0  | 12,5 | 48,1 | 0,0 | 56,4 | 4,4 | 0,5 | 0,3 | 0,3 | 4,8 |
| 2014-2015 | Portland T. Blazers | 32  | 4  | 12,2 | 51,6 | 0,0 | 43,8 | 4,2 | 0,3 | 0,5 | 0,3 | 3,6 |
| 2014-2015 | Philadelphia 76ers  | 22  | 0  | 18,5 | 46,7 | 0,0 | 60,3 | 7,7 | 1,1 | 0,7 | 0,7 | 8,8 |
| 2015-2016 | Brooklyn Nets       | 71  | 7  | 12,9 | 44,7 | 0,0 | 43,1 | 5,1 | 0,6 | 0,5 | 0,5 | 4,3 |
| 2016-2017 | L.A. Lakers         | 48  | 1  | 11,7 | 53,6 | 0,0 | 47,0 | 4,6 | 0,6 | 0,5 | 0,2 | 5,0 |
| Carriera  | Carriera            | 313 | 12 | 13,4 | 47,0 | 0,0 | 50,5 | 4,8 | 0,6 | 0,5 | 0,4 | 4,9 |

#### Play-off
| Anno     | Squadra             | PG | PT | MP   | TC%  | 3P% | TL%  | RP  | AP  | PRP | SP  | PP  |
| -------- | ------------------- | -- | -- | ---- | ---- | --- | ---- | --- | --- | --- | --- | --- |
| 2014     | Portland T. Blazers | 11 | 0  | 11,1 | 41,9 | 0,0 | 85,7 | 2,6 | 0,5 | 0,5 | 0,5 | 2,9 |
| Carriera | Carriera            | 11 | 0  | 11,1 | 41,9 | 0,0 | 85,7 | 2,6 | 0,5 | 0,5 | 0,5 | 2,9 |

## Palmarès
- NCAA AP All-America First Team (2012)